# Блек-Форест (Колорадо)
Блек-Форест (англ. Black Forest) — переписна місцевість (CDP) в США, в окрузі Ель-Пасо штату Колорадо. Населення — 15 097 осіб (2020).

## Географія
Блек-Форест розташований за координатами 39°3′49″ пн. ш. 104°40′47″ зх. д. / 39.06361° пн. ш. 104.67972° зх. д. (39.063647, -104.679610).  За даними Бюро перепису населення США в 2010 році переписна місцевість мала площу 260,83 км², з яких 260,68 км² — суходіл та 0,15 км² — водойми.

## Демографія
Згідно з переписом 2010 року, у переписній місцевості мешкало 13 116 осіб у 4674 домогосподарствах у складі 3922 родин. Густота населення становила 50 осіб/км².  Було 4895 помешкань (19/км²).
Расовий склад населення:
| - 93,7 % — білих - 1,3 % — чорних або афроамериканців - 1,3 % — азіатів - 0,6 % — корінних американців - 1,0 % — осіб інших рас |

До двох чи більше рас належало 2,2 %. Частка іспаномовних становила 4,9 % від усіх жителів.
За віковим діапазоном населення розподілялося таким чином: 25,2 % — особи молодші 18 років, 63,8 % — особи у віці 18—64 років, 11,0 % — особи у віці 65 років та старші. Медіана віку мешканця становила 46,4 року. На 100 осіб жіночої статі у переписній місцевості припадало 100,1 чоловіків;  на 100 жінок у віці від 18 років та старших — 99,5 чоловіків також старших 18 років.
Середній дохід на одне домашнє господарство  становив 123 620 доларів США (медіана — 105 313), а середній дохід на одну сім'ю — 132 177 доларів (медіана — 111 720). Медіана доходів становила 83 750 доларів для чоловіків та 50 790 доларів для жінок. За межею бідності перебувало 3,7 % осіб, у тому числі 1,1 % дітей у віці до 18 років та 4,2 % осіб у віці 65 років та старших.
Цивільне працевлаштоване населення становило 6373 особи. Основні галузі зайнятості: науковці, спеціалісти, менеджери — 20,5 %, освіта, охорона здоров'я та соціальна допомога — 16,8 %, будівництво — 11,6 %, роздрібна торгівля — 9,2 %.